# Kapucijnenklooster (Helmond)
Het Kapucijnenklooster is een voormalig klooster in Helmond, gelegen aan de Molenstraat 195.
Het klooster werd in 1892 gesticht en in 1893 kwam het gebouw gereed. In 1894 kwam de kloosterkerk gereed. Aanvankelijk woonden er een vijftigtal broeders. Het klooster was een studiehuis voor filosofie en theologie. Later werd het klooster nog uitgebreid.
In 1967 werd een deel van het klooster verhuurd als tehuis voor daklozen en in 1969 vertrokken de broeders, waarop het klooster tot een woningcomplex werd omgebouwd. De kapel werd omgebouwd tot aula voor het Jan van Brabant College.